# Néstor Montesdeoca Becerra
Néstor Montesdeoca Becerra SDB (ur. 29 kwietnia 1957 w El Pan) – ekwadorski duchowny rzymskokatolicki, od 2008 wikariusz apostolski Méndez.

## Życiorys
Święcenia kapłańskie przyjął 30 sierpnia 1986 w zgromadzeniu salezjanów. Po święceniach został wykładowcą instytutu salezjańskiego w Quito, zaś w latach 1988-1995 pracował w salezjańskich placówkach na terenie Ekwadoru. W latach 1995–2000 był wychowawcą w salezjańskim post-nowicjacie, natomiast w następnych latach był przełożonym stołecznych wspólnot zakonnych.
15 kwietnia 2008 został mianowany wikariuszem apostolskim Méndez, zaś 21 czerwca 2008 otrzymał sakrę biskupią z rąk abp. Giacomo Guido Ottonello.